# Rafael Ruelas
Rafael Ruelas, född 26 april 1971 i Yerba Buena, Mexiko, är en mexikansk tidigare boxare. Ruelas är bland annat känd för sin knockoutförlust mot Oscar De La Hoya. Han förlorade VM-titelmatchen den 7 oktober 1995 mot George Scott.